# Pere Baenas García
Pere Vicent Baenas García (Gandía, 6 de junio de 1967) es un artista fallero, ganador en diferentes ocasiones del primer premio de sección especial de Fallas de la Junta Central Fallera y en 2014, del primer premio de Hogueras de Alicante.
Baenas se formó como aprendiz en el taller de Vicente Blasco, a donde acudía desde los diez años a ayudar en verano. Su primera falla la plantó en 1982, fuera de concurso, para la Falla Corea de Gandía, en la categoría infantil. En 1987 obtiene el primer premio con la falla infantil de la Plaza del Mercado Central, también a Gandía.
Su primera falla grande para Valencia la plantó en la plaza del Doctor Collado (1997), en donde ha realizado 35 fallas grandes hasta 2019. De ellas, 36 para la sección Especial debutando en el año 2000 con "El país de nunca jamás" en la demarcación de Sueca - Literato Azorin en la cual obtendría el quinto premio. Durante su amplia trayectoria en la máxima categoría de las Fallas de Valencia crea obras también para las comisiones de Malvarrosa-Antonio Ponz-Cavite en 2003; Plaza del Pilar en 2006, 2007, 2013, 2014 (primera ocasión en qué consigue el primer premio), 2015 y 2016; Exposición-Micer Mascó en 2008 y 2009; Pediatra Jorge Comín-Serra Calderona en 2010, Cuba - Literato Azorín en 2012 y finalmente para Convento de Jerusalén - Matemático Marzal en 2017, 2018, 2019 y 2020. Con la segunda Falla en este emplazamiento que tuvo por lema "Per naturalesa"  consigue también el primer premio.
En 2014, Baenas hace historia en ser el primer artista que gana el primer premio de Especial a las Fallas (Escándalo, con Plaza del Pilar y tres meses después hace el doblete con el primer premio a las Hogueras de Alicante (Superstición, con Carolinas Altas).
También ha realizado cuatro fallas para el Ayuntamiento de Valencia: 2002 "Mare Nostrum", 2004 "Alucine", 2007 "La mar al vent", y 2011 "València 2011: esport tot l'any".

## Galeria

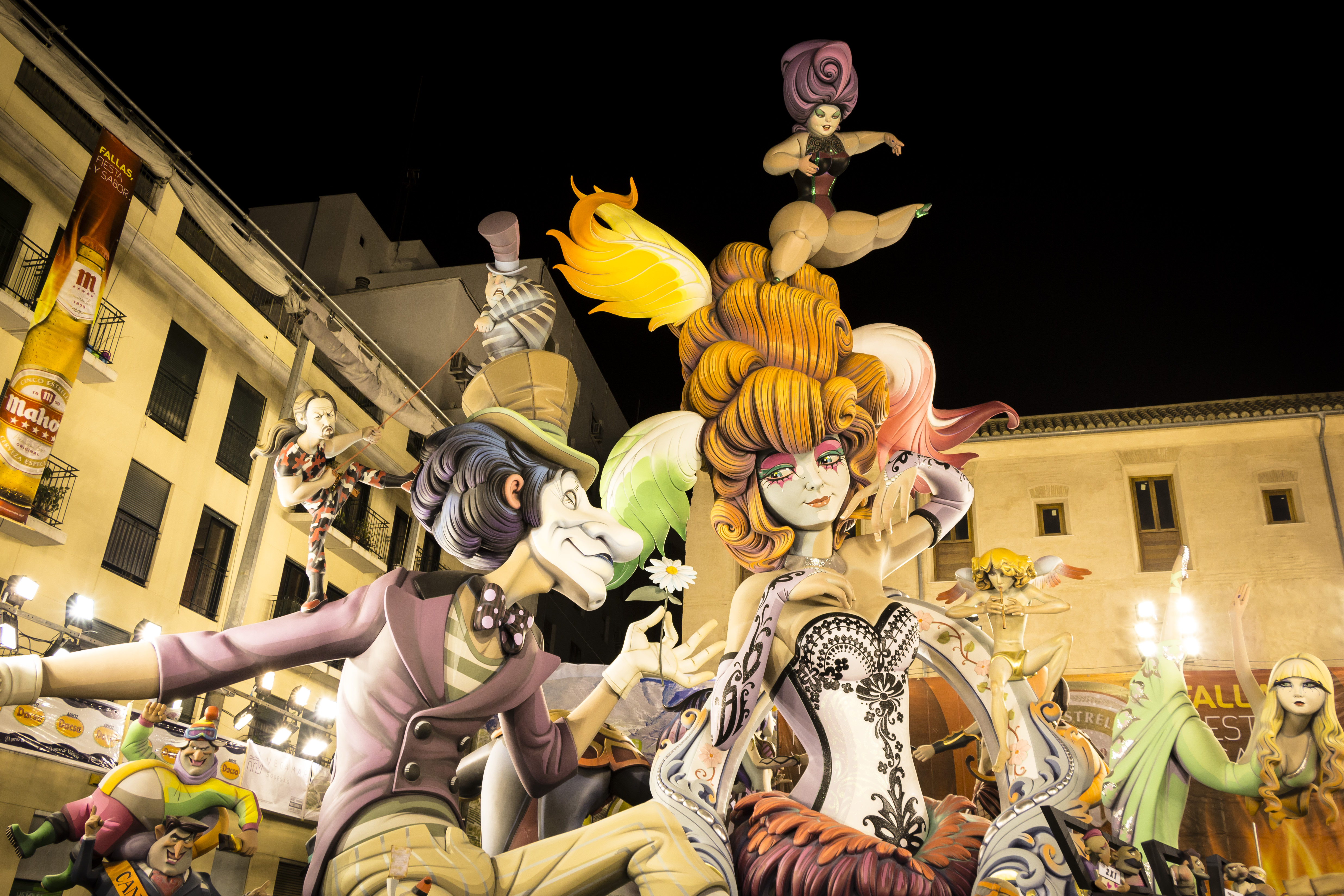
"Pantomima", Falla 2015 de la Plaza del Pilar
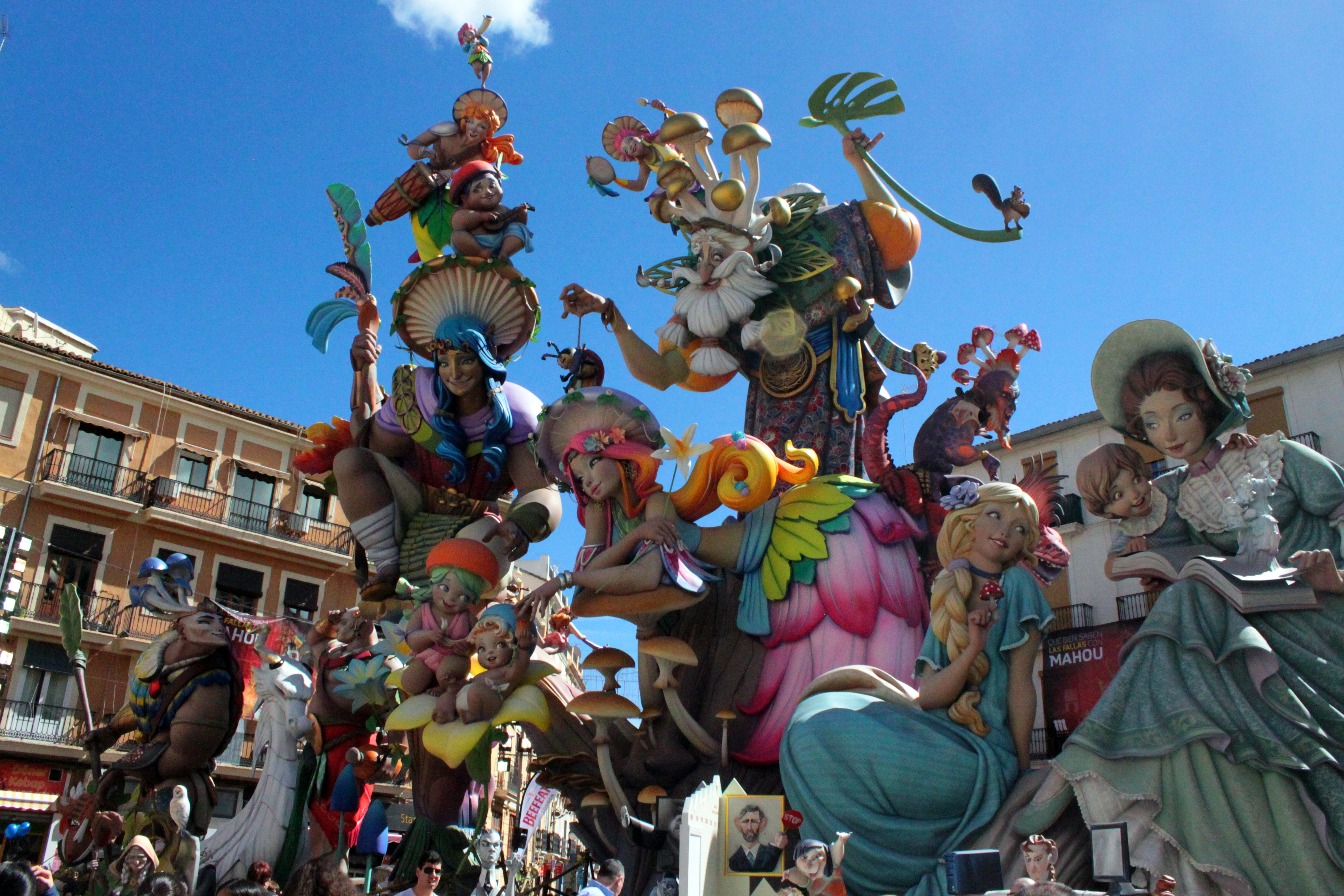
"Per naturalesa", Falla 2018 de Convento Jerusalén - Matemático Marzal
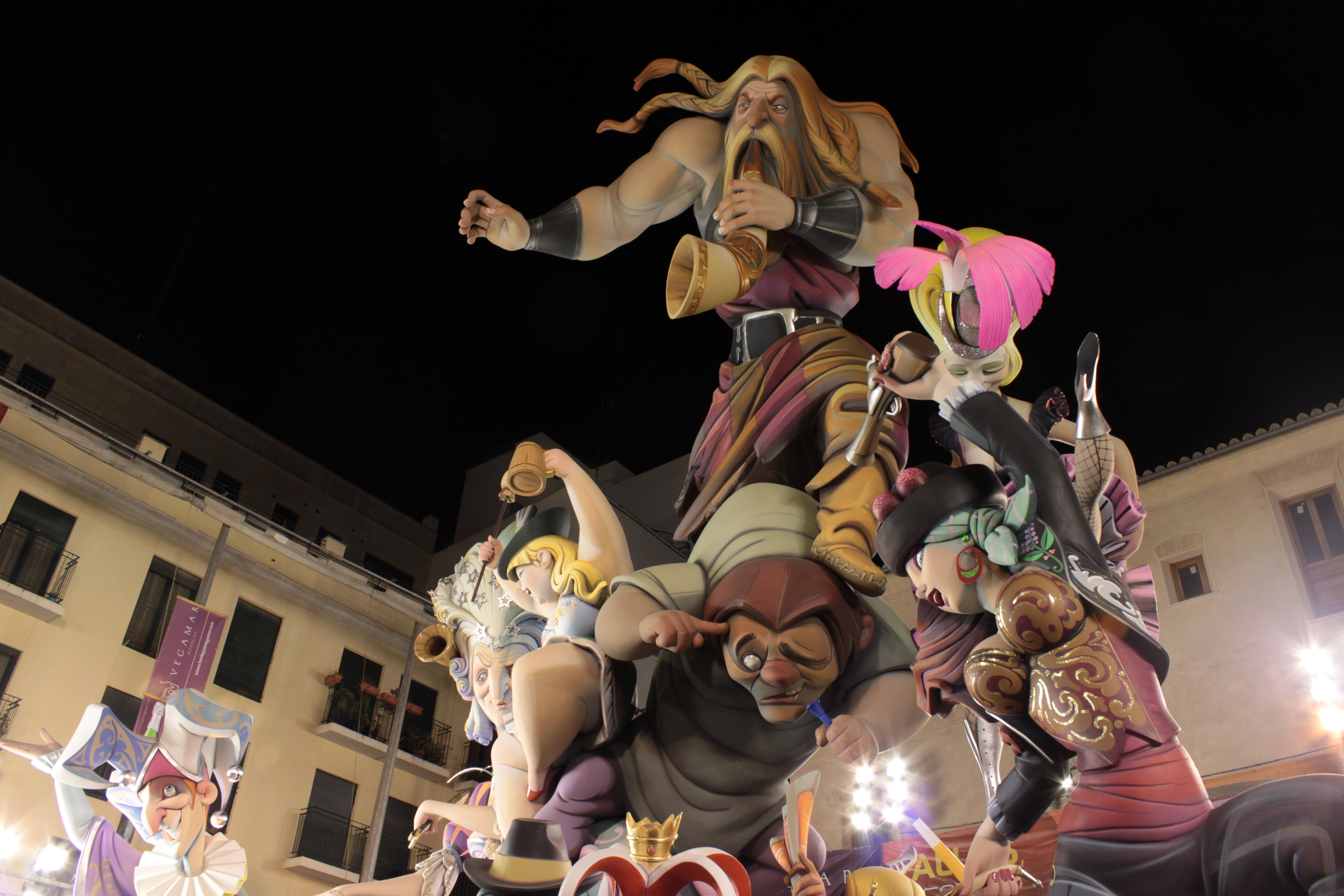
"Escándalo", Falla 2014 de la Plaza del Pilar